# Тале (Німеччина)
Тале (нім. Thale) — місто в Німеччині, розташоване в землі Саксонія-Ангальт. Входить до складу району Гарц.
Площа — 137,62 км2. Населення становить 16 994 ос. (станом на 31 грудня 2021).

## Персоналії
Народились
- Берта Беренс (1848—1912) — німецька письменниця